# ATP-szintáz
AZ ATP-szintáz az adenozin-trifoszfát (ATP) adenozin-difoszfátból és szervetlen foszfátból (Pi) való előállítását katalizáló molekula. A katalizált reakció:
{\displaystyle {\ce {ADP + P_i + 2 H+_{out}<=> ATP + H2O + 2 H+_{in}}}}
Az ATP-szintáz a sejtmembránon keresztül nyílást alkot, ahol a protonok áthaladhatnak a magas koncentrációjú térrészből az alacsony koncentrációjú felé, energiát adva az ATP-szintézishez. Ezen elektrokémiai gradienst az elektrontranszportlánc adja, és lehetővé teszi a sejtek energiatárolását ATP-ben. Prokariótákban az ATP-szintáz a sejtmembránon, eukariótákban a belső mitokondriális membránon terjed át. A fotoszintézisre képes élőlények tilakoid membránjában (mely növények esetén a kloroplasztiszban, cianobaktériumokban a citoplazmában van) is van ATP-szintáz.
Az eukarióta ATP-szintázok F-ATPázok, melyek az ATPázhoz képest „fordítva” működnek. Ez 2 fő egységből áll (FO és F1), az ATP-szintézist lehetővé tevő forgó motormechanizmussal.

## Nevezéktan
Az F1 rövidítés a „Fraction 1” kifejezésből, az FO egy természetes eredetű antibiotikumot, az oligomicint kötő képességéből származik, mely az FO egységet gátolja. Ezek különböző fehérjealegységekből állnak. Az enzim az aerob légzéssel való ATP-előállításban vesz részt.

## Szerkezet és működés

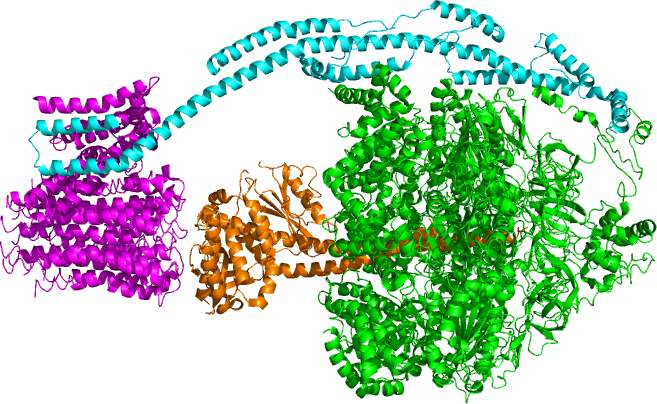
Marha mitokondriális ATP-szintáza. Az F_{O} rózsaszín, az F_{1} zöld, a tengely narancs, az álló rész kék színnel jelölve.

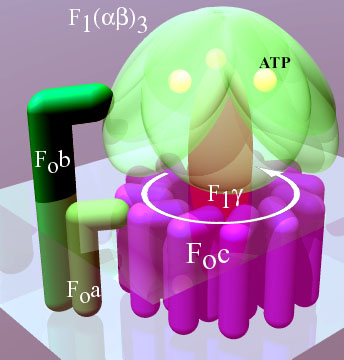
Az E. coli F_{O}F_{1}-ATPázának (ATP-szintáz) szerkezete. Az alegységek megfelelően jelölve.

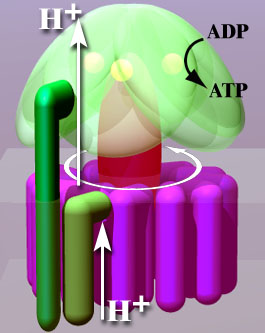
Az ATP-szintáz forgószerkezete

A tilakoid és a belső mitokondriális membránban lévő ATP-szintáz 2 részből (FO és F1) áll. Az FO forgatja F1-et, és c-gyűrűből és a, két b és F6 egységből áll. Az F1 α, β, γ és δ részekből áll. Vízoldékony része van, mely képes az ATP hidrolízisére. Az FO főképp hidrofób részekből áll. Az FO F1 a protonok membránon való áthaladására ad lehetőséget.

### F1
Az F1 rész hidrofil és az ATP-hidrolízisért felel. A mitokondriális mátrixba lóg. Az α és β részek 6 kötőhelyű hexamert alkotnak. Ebből 3 inaktív, és ADP-t köt.
3 más egység katalizálja az ATP-szintézist. A többi F1-egység, a γ, a δ és az ε alkotják a tengelyt. A γ a β konformációs változásait (zárt, félnyílt, nyílt állapotok közt) teszi lehetővé, mely az ATP-kötést és a szintézise utáni -felszabadítást teszi lehetővé. Az F1 nagy, és negatív színezéssel látható transzmissziós elektronmikroszkópban. Ezek 9 nm-es részecskék a belső mitokondriális membránban.
| Alegység | Humán gén      | Megjegyzés                                         |
| -------- | -------------- | -------------------------------------------------- |
| α        | ATP5A1, ATPAF2 |                                                    |
| β        | ATP5B, ATPAF1  |                                                    |
| γ        | ATP5C1         |                                                    |
| δ        | ATP5D          | A mitokondriális δ a bakteriális/kloroplasztisz-ε. |
| ε        | ATP5E          | Csak mitokondriumokban van jelen.                  |
| OSCP     | ATP5O          | Baktériumokban és kloroplasztiszban δ.             |

### FO

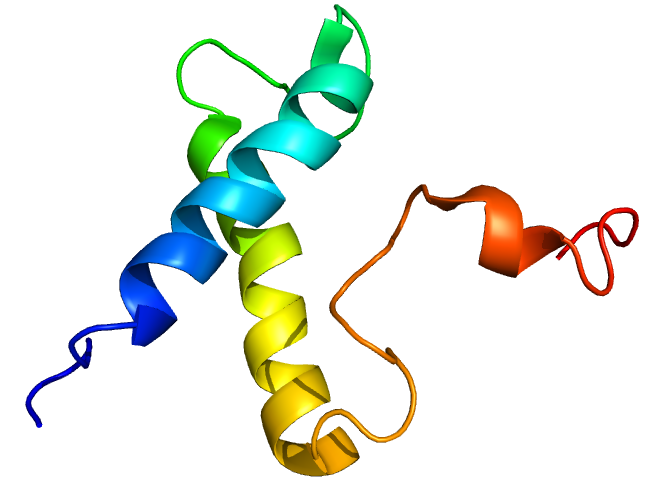
Az F_{O} F6 része az ATP-szintáz perifériás tönkrégiójából.

Az FO vízben oldhatatlan fehérje 8 alegységgel és transzmembrán gyűrűvel. A gyűrű tetramer, hélix-gyűrű-hélix fehérje, melynek konformációja protonáláskor és deprotonáláskor változik, a környező alegységek forgását okozva, ami az FO forgását okozza, ami az F1 konformációját is változtatja, így az α és β alegységek állapota váltakozik. Az FO rész protonpórus a mitokondriális membránban. 3 fő alegységből (a, b és c) áll. Hat c egység alkotja a gyűrűt, a b alegység az F1 OSCP-hez csatlakozó tönköt alkot, megakadályozva az αβ hexamer forgását. Az a alegység a b-t a c gyűrűhöz csatlakoztatja. A humán ATP-szintáz 6 további részt tartalmaz (d, e, f, g, F6 és 8 (vagy A6L)). Ezen enzimrész a mitokondrium belső membránjában van, és a protontranszlokációt az ATP-szintézist okozó forgáshoz kapcsolja.
Az eukariótákban a mitokondriális FO membránhajlító dimereket alkot. Ezek a cristák végén hosszú sorokká állnak, feltehetően a cristaképzés első lépéseként. Az élesztő FO részének modellje krio-EM-mel meghatározható 3,6 Å felbontással.
| Alegység | Humán gén              |
| -------- | ---------------------- |
| a        | MT-ATP6                |
| b        | ATP5F1                 |
| c        | ATP5G1, ATP5G2, ATP5G3 |

## Kötésmodell

Az ATP-szintáz mechanizmusa. Az ADP és a P_{i} (rózsaszín) ATP-vé (piros) egyesül, a forgó γ egység (fekete) konformációváltozást okoz.

Az ATP-szintáz kemiozmotikus protongradiens esetén, mely oxidatív foszforilációval teszi lehetővé az ATP-szintézist.

Az 1960-as–1970-es években Paul Boyer, a UCLA professzora kifejlesztette a kötésváltás- (flip-flop) mechanizmuselméletet, mely szerint az ATP-szintézis az ATP-szintáz γ részének forgása okozta konformációváltozása miatt történik. John E. Walker, a cambridge-i MRC Laboratory of Molecular Biology akkori dolgozója az F1 domént kristályosította. Ez, az akkori legnagyobb ismert aszimmetrikus fehérje jelezte, hogy Boyer forgókatalízis-modellje lényegében helyes volt. Ezért Boyer és Walker megosztva kapták az 1997-es kémiai Nobel-díjat.
Az F1 kristályszerkezete 3 váltakozó α és β egységet mutatott, narancsszeletenként elrendezve forgó aszimmetrikus γ alegység körül. Az ATP-szintézis váltakozó katalitikus modellje szerint az elektrontranszportlánc által szállított protonok okozta transzmembrán potenciál a protonokat a membránközi térből a membránon át helyezi az ATP-szintáz FO része révén. Ennek egy része (a c-egységek gyűrűje) forog a protonok áthaladásakor. A c-gyűrű szorosan kapcsolódik a nagyrészt a γ alegység által alkotott aszimmetrikus központi tönkhöz, mely forgást okoz az F1 α3β3 részén, a 3 katalitikus nukleotidkötő hely ATP-szintézist okozó konformációváltozásait okozva. A fő F1-alegység központi tönkkel való együtt forgását egy perifériás tönk akadályozza, mely az α3β3 részt az FO nem forgó részéhez kapcsolja. Az érintetlen ATP-szintáz szerkezete jelenleg kis felbontásban ismert elektron-kriomikroszkópia révén. A krio-EM-modell alapján a perifériás tönk rugalmas szerkezet, mely a komplexen át halad, ahogy az F1-et FO-hoz köti. Megfelelő körülmények közt az enzimreakció megfordítható, ahol az ATP-hidrolízis adja a protonpumpa-funkciót a membránon át.
A kötésváltás-mechanizmus a β egység aktív helyének 3 állapot közti váltakozását tartalmazza. „Laza” állapotban ADP és foszfát lépnek be az aktív helybe. Az enzim alakja megváltozik, ezeket összekapcsolja, az aktív hely a így létrejött „szoros” állapotban az új ATP-t nagyon nagy affinitással köti. Végül az aktív hely visszaalakul nyitott állapotba, kiengedve az ATP-t, és további ADP-t és foszfátot kötve, készen a következő ATP-termelési állapotra.

## Fiziológiai szerep
Más enzimekhez hasonlóan az ATP-szintáz aktivitása is megfordítható. Elegendően sok ATP transzmembrán protongradienst okoz, ezt használják az elektrontranszportlánc nélküli baktériumok, melyek hidrolizálják az ATP-t a protongradienshez, melyet ostoraik működtetésére és a tápanyagok sejtbe juttatására használnak.
A lélegző baktériumok esetén az ATP-szintáz általában fordítva működik, létrehozva az ATP-t energiaforrásként az elektrontranszportlánc által létrehozott protongradiens révén. E folyamaz az oxidatív foszforiláció. E folyamat megy végbe a mitokondriumokban is, ahol az ATP-szintáz a belső mitokondriális membránban van, az F1 a mitokondriális mátrixba nyúlik. A protonok mátrixba kerülésével az ATP-szintáz ADP-t alakít ATP-vé.

## Fejlődés
Az ATP-szintáz evolúciója feltehetően moduláris volt, ahol 2 funkcionálisan független egység asszociálódott és új funkciót szerzett. Ez korán történt az evolúcióban, mivel gyakorlatilag egyazon szerkezet és aktivitás van jelen az élet minden országában. Az F-ATP-szintáz nagy funkciós és mechanikai hasonlóságot mutat a V-ATPázhoz. Azonban míg az F-ATP-szintáz protongradienst használ ATP-szintézishez, a V-ATPáz ATP-t használ fel a protongradienshez, akár 1-es pH-t is előállítva.
Az F1 hasonlít a hexamer DNS-helikázokhoz (különösen a ρ-faktorhoz), kapcsolatban áll a protonok működtette T3SS komplexszel, és hasonlít az ostormotorkomplexekre. Az α3β3 hexamer szerkezete nagymértékben hasonlít a hexamer DNS-helikázokra a 3 fogású szimmetriájú gyűrű és a központi pórus révén. Szerepük a makromolekula forgásától függ, a DNS-helikázok a hélix alakú DNS-t használják a DNS-en való mozgáshoz és a szupertekeredés észleléséhez, míg az α3β3 hexamer a γ egység forgása okozta konformációváltozásokat enzimatikus reakcióhoz használja.
A H+-motor hasonlít az ostorokat működtető H+-motorokhoz. Mindkettő sok kis α-hélix fehérjéből álló gyűrűt tartalmaz, és a közeli álló fehérjékhez képest forognak protongradienst használva energiaforrásként. Ez azonban megtévesztő, mivel az ostormotorok összetettebbek az FO-nál, és a 30 fehérjés gyűrű nagyobb a FO-ban található 10, 11 vagy 14 helikális fehérjénél. 2016-os adatok szerint azonban a gyűrű és a tönk hasonlítanak az F1-hoz.
A modulárisevolúció-elmélet szerint 2 független funkciójú alegység, egy ATPázként működő DNS-helikáz és egy protonmotor össze tudtak kapcsolódni, és a motor forgása az ATPázaktivitást fordította meg. Ez később egyre hatékonyabbá vált, és a mai összetett ATP-szintázokká alakult. Egy másik lehetőség, hogy a DNS-helikáz/protonmotor komplex protonpumpa volt, ahol az ATPázaktivitás a protonmotort fordította meg. Ez a fordított reakciót adó fehérjévé fejlődött, és ATP-szintázzá vált.

## Inhibitorok
Számos természetes és szintetikus ATP-szintáz-inhibitor ismert. Ezek használhatók az ATP-szintáz szerkezetének és mechanizmusának vizsgálatára. Egyesek terápiás céllal is használhatók. Több ATP-szintáz-inhibitor-osztály van, például peptidinhibitorok, polifenolok, poliketidek, ónorganikus vegyületek, polién-α-piron-származékok, kationos inhibitorok, szubsztrátanalógok, aminosav-módosítók stb. Két gyakran használt ATP-szintáz-inhibitor az oligomicin és az DCCD.

## Különböző élőlényekben

### Baktériumokban
Az E. coli ATP-szintáza a legegyszerűbb ismert ATP-szintáz, 8 különböző alegységtípussal.
A bakteriális F-ATPázok adott esetben fordítva működhetnek, ATPázzá válva. Egyes baktériumoknak nincs F-ATPázuk, helyette két irányban használnak A/V-típusú ATPázt.

### Élesztőben
Az élesztőé az egyik legjobban tanulmányozott eukarióta ATP-szintáz, benne 5 F1, 8 FO egységet és 7 asszociált fehérjét azonosítottak. Ezek legtöbbjének van homológja más eukariótákban.

### Növényekben
A növényekben az ATP-szintáz jelen van a kloroplasztiszban (CF1FO-ATP-szintáz). Ez a tilakoid membránba van integrálva, a CF1 a stromába nyúlik, ahol a fotoszintézis sötét része (Calvin-ciklus) és az ATP-szintézis történik. A kloroplasztisz-ATP-szintáz szerkezete és katalitikus mechanizmusa hasonlít a bakteriálisra, azonban a kloroplasztiszban az elektrokémiai potenciált nem az elektrontranszportlánc adja, hanem elsődleges fotoszintetikus fehérjék. A szintáz γ-egysége 40 aa részt tartalmaz a sötétben való felesleges aktivitás gátlására.

### Emlősökben
A marhaszív-mitokondriumok ATP-szintáza, a humán ATP-szintáz közeli homológja az egyik legjobban jellemzett ATP-szintáz. A szív a szívizomban lévő sok mitokondrium miatt használatos.
A humán ATP-szintáz-részeket kódoló gének:
- ATP5A1
- ATP5B
- ATP5C1, ATP5D, ATP5E, ATP5F1, ATP5G1, ATP5G2, ATP5G3, ATP5H, ATP5I, ATP5J, ATP5J2, ATP5L, ATP5O
- MT-ATP6, MT-ATP8

### Más eukariótákban
Egyes divergens csoportokba tartozó eukariótákban speciális ATP-szintázok találhatók. Az Euglenozoa ATP-szintáza dimert alkot bumeráng alakú F1-gyel más mitokondriális ATP-szintázokhoz hasonlóan, de az FO sok egyedi egységet tartalmaz. Kardiolipint használ. A gátló IF1 is másképp kötődik – a Trypanosomatida csoporthoz hasonlóan.

### Archeákban
Archeákban jellemzően nincs F-ATPáz. Ehelyett A-ATPáz/szintázzal, a V-ATPázhoz hasonló, de főképp ATP-szintázként működő forgó szerkezettel állítanak elő ATP-t. A bakteriális F-ATPázhoz hasonlóan feltehetően ATPázként is működik.

### LUCA-ig
Az F-ATPáz-génkapcsolat és -sorrend állandó a prokariótákban, tehát az utolsó közös ős, LUCA előtt is létezett a rendszer.

## Fordítás
Ez a szócikk részben vagy egészben  az   ATP synthase című angol Wikipédia-szócikk ezen változatának fordításán alapul.  Az eredeti cikk szerkesztőit annak laptörténete sorolja fel. Ez a jelzés csupán a megfogalmazás eredetét és a szerzői jogokat jelzi, nem szolgál a cikkben szereplő információk forrásmegjelöléseként.